# Loló de la Torriente
Loló de la Torriente (1907-1985) fue una periodista, ensayista y crítica de arte cubana.

## Biografía
Nacida en 1907 en Cuba, desarrolló parte de su carrera profesional en México. Autora de Memoria y razón de Diego Rivera, un libro de memorias del pintor mexicano, escribió también dos obras autobiográficas Mi casa en la tierra (1956) y Testimonio desde dentro (1985). Colaboró en publicaciones periódicas como Cuadernos Americanos, Carteles, Mediodía, Bohemia y Novedades, entre otras. Falleció en 1985.